# Kevljani
Kevljani (en serbe cyrillique : Кевљани) est un village de Bosnie-Herzégovine. Il est situé sur le territoire de la ville de Prijedor et dans la république serbe de Bosnie. Selon les premiers résultats du recensement bosnien de 2013, il compte 1 198 habitants.

## Géographie
Le village est situé à l'est du lac de Saničani, sur les bords du Lamovićki potok.

## Démographie

### Évolution historique de la population dans la localité
| 1948 | 1953 | 1961  | 1971  | 1981  | 1991  | 2013  |
| ---- | ---- | ----- | ----- | ----- | ----- | ----- |
| -    | -    | 1 288 | 1 535 | 1 874 | 1 947 | 1 198 |

|  |